# Łukasz Dorosz

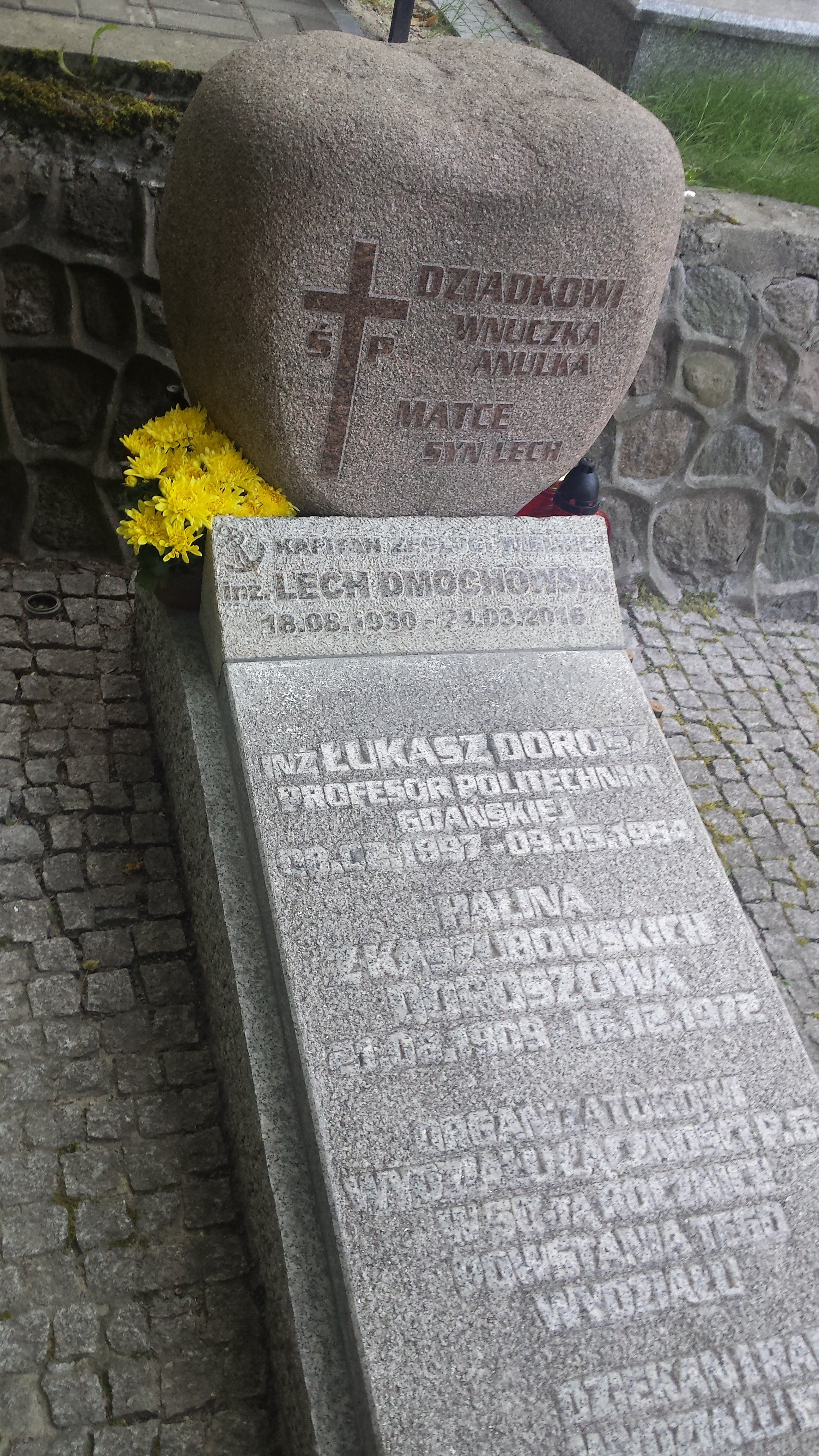
Grób Łukasza Dorosza na Cmentarzu Garnizonowym w Gdańsku

Łukasz Dorosz (ur. 18 lutego 1897 we wsi Zielona, województwo tarnopolskie, zm. 10 maja 1954 w Gdańsku) – polski inżynier elektryk, nauczyciel, profesor nadzwyczajny Politechniki Gdańskiej i Państwowej Wyższej Szkoły Pedagogicznej w Gdańsku.

## Życie i działalność
23 listopada 1917 zdał eksternistycznie maturę w Gimnazjum w Kamionce Strumiłłowej, od stycznia 1918 rozpoczął studia w Oficerskiej Szkole Łączności. W 1919 jako podporucznik wstąpił do Wojska Polskiego. Od maja 1919 do sierpnia 1920 na stanowisku dowódcy kompanii łączności we Lwowie, rozpoczął studia na Wydziale Budowy Maszyn Szkoły Politechnicznej. 
W 1921 został przeniesiony do Wilna, gdzie był szefem łączności dywizji do czerwca 1922 roku, awansowany do stopnia porucznika, w latach 1922-1923 kontynuował studia na Wydziale Matematyczno-Przyrodniczym Uniwersytetu Stefana Batorego. 
4 kwietnia 1930 roku absolwent Wydziału Mechanicznego oddziału elektrycznego Politechniki Lwowskiej – inżynier elektryk. W latach 1924–1928 był asystentem w Katedrze Fizyki Politechniki Lwowskiej, w latach 1932-1939 był wykładowcą teletechniki i urządzeń teletechnicznych i kierował projektowaniem urządzeń teletechnicznych. W latach 1926–1939 był nauczycielem oraz kierował kursami radiotechnicznymi w Państwowej Szkole Technicznej we Lwowie. 
W latach 1928–1939 był dyrektorem technicznym Telefonów Lwowskich Polskiej Akcyjnej Spółki Telefonicznej. 
W wojnie obronnej 1939 roku zmobilizowany w stopniu kapitan|kapitana, szef łączności Brygady Pościgowej w Zielonce koło Warszawy. Podczas okupacji prowadził sklep spożywczy w Warszawie oraz uczestniczył w tajnym nauczaniu fizyki, chemii i matematyki na poziomie szkoły średniej w Warszawie i Zalesiu Dolnym. 
Od 5 lutego do 30 września 1945 był kierownikiem Katedry Teletechniki i Fizyki, od 28 lutego 1945 roku był dziekanem na Wydziale Elektryczno-Mechanicznym Politechniki Warszawskiej z tymczasową siedzibą w Lublinie i wykładowcą fizyki na Uniwersytecie Marii Curie-Skłodowskiej w Lublinie. W Gdańsku od października 1945 roku, w latach 1945-1954 był kierownikiem Katedry Teletechniki na Wydziale Elektrycznym Politechniki Gdańskiej. 23 sierpnia 1946 został mianowany profesorem nadzwyczajnym teletechniki. W latach 1950–1951 był dziekanem Wydziału Elektrycznego na Politechnice Gdańskiej, od stycznia do lipca 1952 był organizatorem Wydziału Łączności, w latach 1953-1954 był kierownikiem Katedry Techniki Przenoszenia Przewodowego. W latach 1947–1948 był dyrektorem Państwowego Pedagogium w Gdańsku, w roku 1948 rektorem Państwowej Wyższej Szkoły Pedagogicznej w Gdańsku.
W latach 1952–1954 należał do zespołu Rady Naukowej Instytutu Łączności w Ministerstwie Poczt i Telegrafów. 
Należał do Związku Polskich Inżynierów Elektryków, Stowarzyszenia Elektryków Polskich, Stowarzyszenia Teletechników Polskich, Polskiego Towarzystwa Fizycznego oraz Związku Nauczycielstwa Polskiego. 
Pochowany na Cmentarzu Garnizonowym w Gdańsku (kwatera 16, rząd 6, grób 7).